# Ommatius marginosus
Ommatius marginosus là một loài ruồi trong họ Asilidae. Ommatius marginosus được Scarbrough & Marascia & Hill miêu tả năm 2003. Loài này phân bố ở vùng nhiệt đới châu Phi.